# Franz Mannstädt

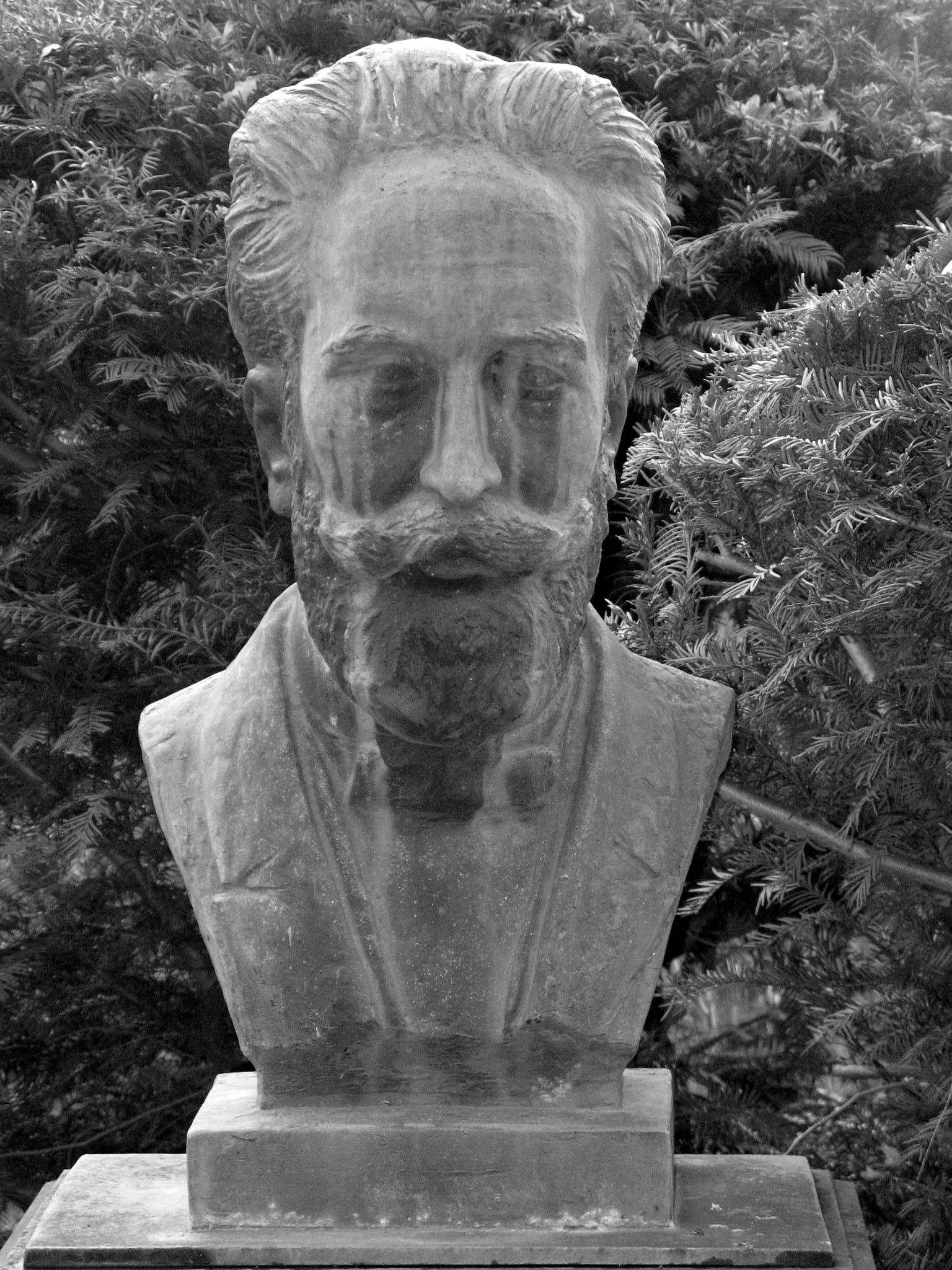
Büste Franz Mannstädts

Franz Mannstaedt (* 8. Juli 1852 in Hagen; † 18. Januar 1932 in Wiesbaden) war ein deutscher Dirigent, Komponist, Pianist und Hofkapellmeister. Er war der Bruder des Kapellmeisters Wilhelm Mannstaedt.

## Leben und Werk
Franz Theodor Wilhelm Mannstaedt arbeitete von 1874 bis 1876 als Kapellmeister in Mainz und wechselte dann nach Berlin als Dirigent der „Berliner Symphonie-Kapelle“. Zwischen 1882 und 1885 wirkte er als Hofkapellmeister in Meiningen. Danach wurde er auf die Stelle eines Dirigenten des Philharmonischen Orchesters Berlin berufen. Zwischen 1887 und 1893 arbeitete er als Kapellmeister in seiner neuen Heimatstadt Wiesbaden, um 1893 nochmals für vier Jahre zum Philharmonischen Orchester Berlin zurückzukehren. 1897 war er wieder bis zu seiner Pensionierung 1924 Hofkapellmeister in Wiesbaden.
Die Staatskapelle Wiesbaden bestand zunächst aus 68 Musikern. Am neuen kaiserlichen Theater wirkten 1894 zwei Dirigenten, neben Franz Mannstädt Josef Řebíček. Darüber hinaus oblag Mannstädt die Leitung der Internationalen Maifestspiele. Nachfolger Mannstädts in Wiesbaden wurde 1924 Otto Klemperer.
Er fand seine letzte Ruhestätte auf dem Südfriedhof in Wiesbaden.

## Werke
Mannstädt schuf Kammermusikwerke sowie Kompositionen für Klavier und für Gesang.

## Ehrungen

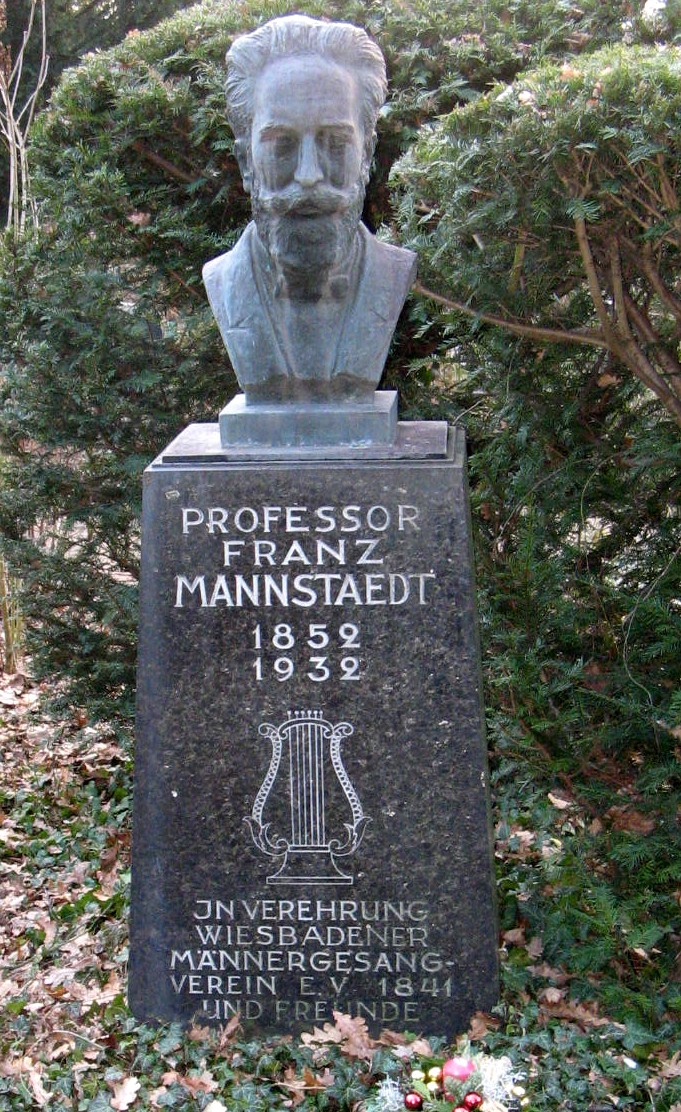
Grabmal Mannstädts

- Mannstädt erhielt ein Ehrengrab auf dem Südfriedhof in Wiesbaden, das auch heute existiert.
- In Wiesbaden trägt die Mannstädtstraße seinen Namen.
- Nach ihm wurde das Mannstädt-Trio benannt, das aus Klavier, Violine und Cello besteht.